# Numberblocks
Numberblocks é uma série animada de televisão britânica para crianças em idade pré-escolar que estreou no CBeebies em 23 de janeiro de 2017. O show foi criado por Joe Elliot e produzido pela Alphablocks Ltd com Blue Zoo. Foi encomendado pela British Broadcasting Corporation, com a Larkshead Media e Learning Resources detendo os direitos de marketing. A série estreou na CBeebies na Inglaterra e na S4C no País de Gales.
O programa é estrelado pelos Numberblocks, caracteres de bloco que representam números. Eles vivem em Numberland e embarcam em aventuras relacionadas a conceitos matemáticos. Em 2017, o programa foi nomeado para um prémio BAFTA na categoria "Aprendizagem".

## Exibição No Brasil
Esta série está disponível No HBO Max, e também está disponível no YouTube.

## Exibição em Portugal
Em 2022, Esta Série Foi exibida na RTP2, no bloco Zig Zag (RTP) com Dobragem Portuguesa, e em 2023, está disponível no Panda Plus com idioma original.